# Hans Küppers
Hans Küppers (24. prosince 1938, Essen – 15. prosince 2021) byl německý fotbalista, záložník. 

## Fotbalová kariéra
Začínal v týmu Schwarz-Weiß Essen, se kterým v roce 1959 vyhrál DFB-Pokal. Dále hrál německou bundesligu pět sezón za TSV 1860 München, se kterým získal v roce 1966 mistrovský titul a v roce 1964 DFB-Pokal. Následně odehrál jednu bundesligovou sezónu za 1. FC Norimberk. Celkově v německé bundeslize nastoupil ve 153 utkáních a dal 47 gólů. Dále hrál v Rakousku za WSG Tirol a FC Wacker Innsbruck, se kterým získal v roce 1972 mistrovský titul. Aktivní kariéru zakončil ve švýcarské lize v týmu FC Lugano. V Poháru mistrů evropských zemí nastoupil v 8 utkáních a dal 3 góly, v Poháru vítězů pohárů nastoupil v 8 utkáních a dal 2 góly a ve Veletržním poháru nastoupil v 9 utkáních a dal 2 góly. Za reprezentaci Německa nastoupil v letech 1962-1967 v 7 utkáních a dal 2 góly. 

## Ligová bilance
| Ročník                                  | Zápasy | Góly | Klub                |
| --------------------------------------- | ------ | ---- | ------------------- |
| Fußball-Oberliga Süd 1961/1962          | 28     | 12   | TSV 1860 München    |
| Fußball-Oberliga Süd 1962/1963          | 29     | 4    | TSV 1860 München    |
| Německá fotbalová Bundesliga 1963/1964  | 21     | 7    | TSV 1860 München    |
| Německá fotbalová Bundesliga 1964/1965  | 24     | 10   | TSV 1860 München    |
| Německá fotbalová Bundesliga 1965/1966  | 19     | 4    | TSV 1860 München    |
| Německá fotbalová Bundesliga 1966/1967  | 34     | 4    | TSV 1860 München    |
| Německá fotbalová Bundesliga 1967/1968  | 22     | 12   | TSV 1860 München    |
| Německá fotbalová Bundesliga 1968/1969  | 33     | 10   | 1. FC Norimberk     |
| Rakouská fotbalová Bundesliga 1969/1970 | 30     | 10   | WSG Tirol           |
| Rakouská fotbalová Bundesliga 1970/1971 | 30     | 15   | WSG Tirol           |
| Rakouská fotbalová Bundesliga 1971/1972 | 9      | 4    | FC Wacker Innsbruck |
| 1. švýcarská liga 1971/1972             | 16     | 4    | FC Lugano           |
| CELKEM Německá fotbalová Bundesliga     | 153    | 47   |                     |
| CELKEM Fußball-Oberliga Süd             | 57     | 16   |                     |
| CELKEM Rakouská fotbalová Bundesliga    | 69     | 29   |                     |
| CELKEM 1. švýcarská liga                | 16     | 4    |                     |